# Nachrichtendienste Frankreichs

Organization chart of the French intelligence community

Die Aufgabe der Nachrichtendienste Frankreichs ist die Sicherstellung der nationalen Sicherheit. Sie sind dem Innenminister, dem Verteidigungsminister und dem Premierminister unterstellt. Die Aufgaben waren zunächst durch die Rolle als ehemalige Kolonial- sowie als Atommacht bestimmt. Nach 1989 ist allerdings eine zunehmende Verschmelzung von inneren und äußeren Aufgaben zu beobachten.

## Überblick und Aufbau
Da die Arbeit der französischen Nachrichtendienste durch den Zweiten Weltkrieg unterbrochen wird, verliert das Deuxième Bureau während dieser Zeit an Bedeutung. Unter der Schirmherrschaft von Charles de Gaulle wird 1940 das Bureau Central de Renseignements et d’Action (BCRA) ins Leben gerufen, das die Aktionen der Résistance koordiniert. Durch den Zusammenschluss dieser beiden Dienste entsteht 1945 der Service de Documentation Extérieur et de Contre-Espionage (SDECE). Er wird dem Premierminister unterstellt, aber 1965 nach der Ermordung des marokkanischen Oppositionspolitikers Mehdi Ben Barka reorganisiert, und dem Verteidigungsministerium unterstellt.
Nachdem François Mitterrand 1981 Staatsoberhaupt wird, folgt eine erneute Umstrukturierung und am 2. April 1982 die Umbenennung in Direction Générale de la Sécurité Extérieure (DGSE).

Aus der für die innere Sicherheit verantwortlichen Surveillance du Territoire (ST), geht 1944 die Direction de la Surveillance du Territoire (DST) hervor. Sie wird am 1. Juli 2008 mit der Direction centrale des renseignements généraux (DCRG) zur Direction centrale du renseignement intérieur (DCRI) zusammengeführt.

Am 16. Juni 1992 wird der Militärgeheimdienst Direction du Renseignement Militaire (DRM) gegründet.
Für die Koordination der verschiedenen Dienste ist das Secrétariat Général de la Défense Nationale (SGDN) zuständig. Es ist Mitglied des Conseil de Securité Intérieure und arbeitet gemeinsam mit dem Secrétariat Général du Gouvernement (SGG) und dem Secrétariat Général pour les questions de coopération économique européenne (SGCI).

### Dienste des Innenministeriums

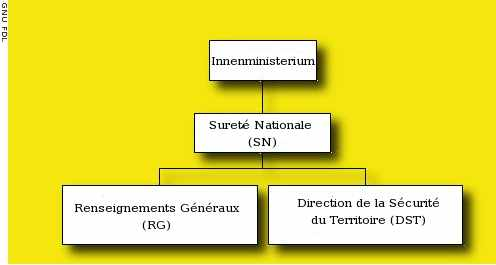
Struktur Innenministerium bis 2008

- Police nationale (bis 1966: Sûreté nationale): das organisatorische Dach für Sicherheits- und Informationsbehörden
- Renseignements Généraux (RG) vollständiger Name: Direction centrale des Renseignements généraux (DCRG) (Zentraler Nachrichtendienst). Ihre Aufgabe war die „Recherche und Zentralisierung von Informationen mit dem Ziel die Regierung zu informieren“
- Direction de la Surveillance du Territoire (DST): polizeilicher Inlandsnachrichtendienst; auch Vertretungen in den französischen Überseegebieten; Aufgaben waren: Sicherungs-, Ermittlungs- und (Spionage-)Abwehraufgaben, sowie Extremismus- und Terrorismusbekämpfung; auch: Bekämpfung der Organisierten Kriminalität und Verhinderung der Verbreitung von Massenvernichtungswaffen (Proliferation).
- Direction centrale du renseignement intérieur (DCRI) Ihre Aufgaben sind Gegenspionage, Terrorismusabwehr, Bekämpfung von Cyberkriminalität und die Überwachung möglicherweise gefährlicher Gruppen, Organisationen und sozialer Phänomene.[6]

### Dienste des Verteidigungsministeriums

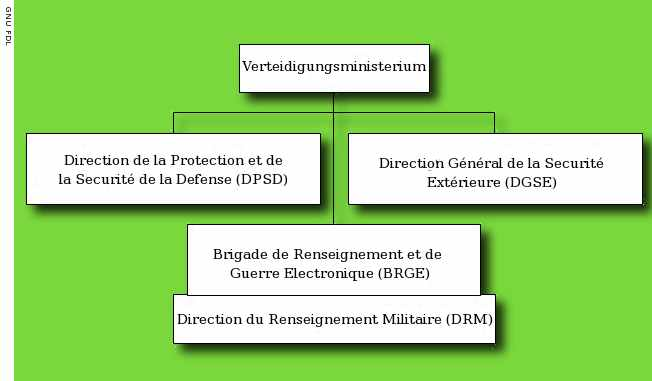
Struktur der Militärischen Nachrichtendienste, die dem Verteidigungsministerium unterstellt sind

- Direction de la Protection et de la Securité de la Defense (DPSD – vor 1992: Securité Militaire): militärischer Abschirmdienst; zuständig für die Zuverlässigkeit des Militärs, Spionageabwehr sowie politische Überwachung von Militärpersonen
- Direction Générale de la Sécurité Extérieure (DGSE): militärischer Auslandsnachrichtendienst; unterteilt in fünf Abteilungen:

1. Strategie: analysiert Informationen, wertet sie aus, bedient Anfragen aller berechtigten Stellen; v. a. Kontakt mit Außenministerium;
2. Nachrichtenbeschaffung: setzt v. a. menschliche Quellen ein; zunehmend erhält neben dem militärischen und politischen auch der zivile Sektor Bedeutung, v. a. im Bereich der Wirtschafts- und Industriespionage;
3. (Spezial-)Operationen: plant geheime Aktionen und führt diese mit eigenen militärischen Spezialkräften durch; „Aktionsdivision“;
4. Verwaltung: verantwortlich für die Infrastruktur: u. a. Personalpolitik, Buchhaltung;
5. Technischer Dienst: zuständig für elektronische Aufklärung; Abhörstationen

Angestellt waren 2011 4.747 Vollzeitkräfte. Das Budget betrug 2012 592,8 Mio. Euro
- Brigade de renseignement (BR BRENS) Bis 1998 Brigade de renseignement et de guerre electronique (BRGE): militärischer Aufklärungsdienst; verantwortlich für elektronische Kriegführung (u. a. Radar, Satellitenaufklärung, Bildauswertung, nationaler und internationaler Telefonverkehr, Störsender, Fernmeldeaufklärung, Sicherheit der militärischen Kommunikation und der -systeme)
- Direction du Renseignement Militaire (DRM): militärischer (strategisch-operativer) Nachrichtendienst; Hauptaufgaben: Fernmeldeaufklärung, Kryptographie, Satellitenaufklärung

Im Februar 2013 beschäftigte die DRM 1620 Personen, Das Budget betrug 155 Millionen Euro.
- SHD – Service historique de la Défense (Historischer Dienst des französischen Verteidigungsministeriums), gebildet 2005 durch einen Zusammenschluss der Services historiques des armées et de la Gendarmerie, des Centre des archives de l'armement und von Châtellerault. Dienststellen gibt es in Vincennes, Cherbourg, Brest, Lorient, Rochefort, Toulon, Caen und Magazine in Blanc und Fontainebleau.[10] Darunter befinden sich ca. 500 Archivmeter Akten des Geheimdienstes der Résistance und seiner Nachfolgeorganisationen sowie der Pariser Dienststellen der deutschen Besatzungsmacht (Gestapo und Abwehr, des Nachrichtendienstes der Wehrmacht). Etwa 200 lfd. Meter waren bis 2015 erschlossen. Auch die Unterlagen des französischen Militär-Auslandsgeheimdienstes, damals noch „Deuxième Bureau“ genannt, wurden später den Archiven hinzugefügt. Dessen Nachfolgeorganisation DGSE (frz. Auslandsnachrichtendienst) nahm die Papiere weiter unter Verschluss.

### Dienste des Premierministers
- Secrétariat Général de la Défense Nationale (SGDN) Die Aufgaben sind: Synthese der Nachrichtenbeschaffung und -auswertung, deren Schutz, sowie interministerielle Koordination. Es ist in ständigem Austausch mit dem Präsidenten als auch mit dem Premierminister.

aktuell(2004): Angestellt sind rund 300 Mitarbeiter.
- Service de Documentation Extérieur et de Contre-Espionage (SDECE) Ab 1965 dem Verteidigungsminister unterstellt. Die Aufgaben waren: Spionage im Ausland und Analyse von Informationen sowie Gegenspionage außerhalb der Landesgrenzen.

## Aufgabenfelder

### Innere Sicherheit
Eine der wichtigsten Herausforderungen für die innere Sicherheit Frankreichs nach dem Zweiten Weltkrieg war die rechte Terrororganisation OAS, die im Winter 1960/61 gegründet wurde. Diese verübte Anschläge gegen Algerier und den französischen Staat. 1962 wurde der Versuch unternommen, Staatspräsident de Gaulle zu ermorden. Nach der Ergreifung, Verurteilung und Exekution einiger Mitglieder, unter anderem von Jean-Marie Bastien-Thiry am 11. März 1963 war die OAS de facto am Ende.
Die Unruhen des Mai 1968 kam für den RG jedoch überraschend, da linke Gruppen an Universitäten kaum beachtet wurden. Im Zuge dessen lag nach diesen Ereignissen der Fokus auf der (extremen) Linken. Unter anderem wurde die Brigade Opérationnelle Centrale (BOC) geschaffen – mit dem Ziel, linke Bewegungen in Frankreich zu „zerstören“. Die Anwendung von illegalen Methoden zur Nachrichtenbeschaffung wurde dadurch gerechtfertigt, dass es sich um Terroristen oder um Spione für andere Nachrichtendienste handle.
In den letzten Jahren dürfte allerdings auch die Rechte mehr in den Mittelpunkt des Interesses der Nachrichtendienste gerückt sein. Grund dafür sind ihre zunehmenden Aktivitäten, wie zum Beispiel die Schändung jüdischer Friedhöfe oder Überfälle auf Asylantenheime.
Frankreich ist ein Staat mit einer hohen Immigration – vor allem aus Nordafrika. Beispielsweise lebten bereits am Ende des Algerienkrieges 1962 über 400.000 Algerier in Frankreich. Vor allem nach den Anschlägen des 11. September 2001 geraten diese Immigranten immer mehr ins Fadenkreuz der Nachrichtendienste. Anschläge – wie etwa in Madrid – werden befürchtet. Erst Anfang Juni 2004 wurden bei Razzien im Großraum Paris 13 Verdächtige „unter dem Verdacht der Mitgliedschaft in der Islamischen Gruppe marokkanischer Kämpfer (GICM) inhaftiert“.
Weitere Gruppen, von denen Gefahr ausgehen kann, sind baskische (z. B. ETA) und korsische (z. B. Frontu di Liberazione Naziunalista Corsu) Nationalisten: „Dauernde terroristische Zwischenfälle mit korsischen und baskischen Nationalisten und die Furcht, das politische und religiöse Auseinandersetzungen im Mittleren Osten und Nordafrika in die islamische Bevölkerung Frankreichs getragen werden könnte, veranlassten die Regierung zur Formierung eines interministeriellen Komitees zur Koordination der Anti-Terror-Kampagne 1993.“

### Frankreich als ehemalige Kolonialmacht
Diese Tatsache bedeutet, dass sich die französischen Dienste nicht nur auf die Nachbarstaaten Frankreichs konzentrieren, sondern vor allem auf die Territorien der ehemaligen Kolonien. Auf diesem Feld kommen dann sowohl die Wirtschaftsspionage als auch die Möglichkeit einer globaleren Vernetzung (siehe „Frenchelon“) ins Spiel.
Ende der 1950er-Jahre bildete der SDECE eine Afrika-Sektion mit über 150 Mitarbeitern unter Colonel Maurice Robert. Einen großen politischen Skandal löste 1965 die Beteiligung französischer Polizeibeamter an der Entführung und Ermordung des marokkanischen Oppositionspolitikers Mehdi Ben Barka aus, woraufhin der SDECE eine Umorganisation erfuhr. Statt wie bisher dem Premierminister wurde der SDECE nun dem Verteidigungsminister unterstellt. Interventionen der französischen Dienste – vor allem des SDECE – auf dem afrikanischen Kontinent zu dieser Zeit waren unter anderem die Destabilisierungsversuche (z. B. Bestechungen, Falschgeld in Umlauf bringen, Aufstände initiieren), nachdem Guinea erklärt hatte, eine enge Kooperation mit Frankreich abzulehnen; in der DR Kongo die Unterstützung der Sezession der rohstoffreichen Region Katanga unter Moïse Tshombé; die Unterstützung des Biafra-Aufstandes in Nigeria 1967. Eine bedeutende Intervention der Dienste war auch jene in Ruanda 1994 (Opération Turquoise) und anschließend in der DR Kongo 1996/97, wobei über die näheren Umstände keine Auskunft gegeben wird. Noch weniger weiß man über Aktionen – vor allem des DGSE – in jüngerer Zeit, so beispielsweise in der Côte d’Ivoire 2001. Erschwert wird die Recherche über die Aktivitäten französischer Dienste noch durch die Tatsache, dass sich diese nicht selten – auch personell – mit jenen einiger Söldner decken. (Allerdings verbot am 3. April 2003 das französische Parlament per Gesetz die Ausübung und Organisation von Söldnertätigkeit.) Das Schema sei: Erst Militärhilfe, dann Söldner, dann reguläre Truppen. 2001 befanden sich schätzungsweise 4000 französische Soldaten in Afrika und am Persischen Golf.
Für Schlagzeilen sorgt seit 2001 der Skandal rund um den französischen Erdölkonzern „Elf Aquitaine“, dessen Mitgliedern Korruption auf höchster Ebene vorgeworfen wird. Der Staatskonzern wurde 1963 von de Gaulle gegründet und der erste Direktor wurde Pierre Guillaumat, ein Mann aus den Nachrichtendiensten. Loïk Le Floch-Prigent, Ex-Chef des Unternehmens, meinte: „[…] es gehört zur guten Tradition des Hauses, dass Agenten im Unternehmen tätig waren und sind“, und das „überall in der Hierarchie“. Und obwohl „Elf“ mittlerweile privatisiert ist, scheint es noch immer Frankreichs wichtigsten Nachrichtendienst und Akteur in Afrika darzustellen. Das geht dann weit in den Bereich der Wirtschaftsspionage hinein, über die sich keine genauen Zahlen finden lassen. Allerdings meinte Claude Silberzahn, ehemaliger Direktor des DGSE: „Selbstverständlich betreibt die DGSE Wirtschaftsspionage im Ausland, um damit staatlichen französischen Konzernen Vorteile zu verschaffen.“ 1996 machte das Unternehmen einen Umsatz von 35,5 Mrd. Euro.

### Frankreich als Atommacht
Der größte Skandal des DGSE im Zusammenhang mit Frankreichs Rolle als Atommacht war die Versenkung des Greenpeace-Schiffes Rainbow Warrior am 10. Juli 1985 durch DGSE-Agenten, bei dem der niederländische Photograph Fernando Pereira ums Leben kam. Schon Jahre zuvor ist die französische Nuklearpolitik auf zunehmenden Protest der Umweltschützer gestoßen. Diesem Protest schlossen sich die südpazifischen Staaten an, die sich neuen Risiken ausgesetzt sahen. 1983 erreichten zudem die Autonomiebestrebungen der französischen Überseegebiete – vor allem in Neukaledonien – einen neuen Höhepunkt. Ein Jahr später wurde David Longe, ein erklärter Gegner der Nuklearpolitik zum Premierminister von Neuseeland gewählt. In diese, für die Nukleartests Frankreichs auf dem Mururoa-Atoll äußerst schwierige Zeit, fiel die Aktion des DGSE. Als politische Konsequenzen aus dieser Affäre wurden der Generaldirektor des DGSE, Admiral Pierre Lacoste, sowie der Verteidigungsminister, Charles Hernu, entlassen.

## Kontrolle der französischen Nachrichtendienste
Die französischen Nachrichtendienste unterliegen weitgehend nur der exekutivischen Eigenkontrolle, eine besondere parlamentarische Kontrolle – abgesehen von der Commission Nationale de Controle des Interceptions de Securité (CNCIS), die für die Überprüfung im Bereich der Telefonkontrolle tätig ist – findet nicht statt. Das Parlament kann allerdings in Einzelfällen Untersuchungs- sowie Kontrollausschüsse einsetzen, dessen Mitglieder durch die Mehrheit des Parlaments gewählt werden. Die einzigen offiziellen Veröffentlichungen über die Nachrichtendienste sind die Berichte der Kommission- einen Bericht wie etwa den Verfassungsschutzbericht in der Bundesrepublik gibt es nicht. Zwar existiert seit einigen Jahren der sogenannte „Rapport public“ des DGSE, dieser ist allerdings nicht öffentlich zugänglich, da er vorwiegend für die anderen Dienste vorgesehen ist.
Für die exekutivische Kontrolle gibt es drei Gremien:
- Groupement Interministeriel de Communications (GIC): zuständig für den Bereich der Telefon- und Fernmeldekontrolle
- Comité Interministeriel de Renseignement (CIR): Aufgabenbereich nicht exakt festgelegt, aber vor allem die Koordinierung der Dienste. Es ist einem Verteidigungsausschuss unter Vorsitz des Staatspräsidenten unterstellt.
- Comité Special de Contre-Espionage (CSC): koordiniert die Aktivitäten in Zusammenhang mit der Gegenspionage

Durch ihre Zuordnung zur Police nationale gibt es bezüglich des DST und des RG seit 1993 noch den Haut Conseil de déontologie de la Police nationale.
Daneben besteht die Einrichtung des Médiateurs, der allerdings eine schwache Position innehat, was vor allem darin begründet liegt, dass er bei seiner Kontrolltätigkeit auf die Zusammenarbeit mit dem zuständigen Minister angewiesen ist, der diese jederzeit versagen kann.
Im September 2003 gab es durch die Entscheidung des „Conseil d´État“ einen Präzedenzfall im Bereich des Datenschutzes: Michel Raoust, Vorsitzender des „Französischen Komitees von Scientologen gegen Diskriminierung“, verlangte seit 1992 Einsicht in seine Akten des RG – und bekam Recht. Erstmals wurde von einem französischen Gericht der Nachrichtendienst und das Innenministerium aufgefordert, die angebliche „Gefährdung der öffentlichen Sicherheit“ zu belegen.